# Albany (Misuri)
Albany es una ciudad ubicada en el condado de Gentry en el estado estadounidense de Misuri. En el Censo de 2010 tenía una población de 1730 habitantes y una densidad poblacional de 273,53 personas por km².

## Geografía
Albany se encuentra ubicada en las coordenadas 40°14′52″N 94°20′0″O / 40.24778, -94.33333. Según la Oficina del Censo de los Estados Unidos, Albany tiene una superficie total de 6.32 km², de la cual 6.32 km² corresponden a tierra firme y (0%) 0 km² es agua.

## Demografía
Según el censo de 2010, había 1730 personas residiendo en Albany. La densidad de población era de 273,53 hab./km². De los 1730 habitantes, Albany estaba compuesto por el 98.15% blancos, el 0.46% eran afroamericanos, el 0.29% eran amerindios, el 0.46% eran asiáticos, el 0% eran isleños del Pacífico, el 0.17% eran de otras razas y el 0.46% pertenecían a dos o más razas. Del total de la población el 0.58% eran hispanos o latinos de cualquier raza.